# 山谷剧院街浸信会教堂

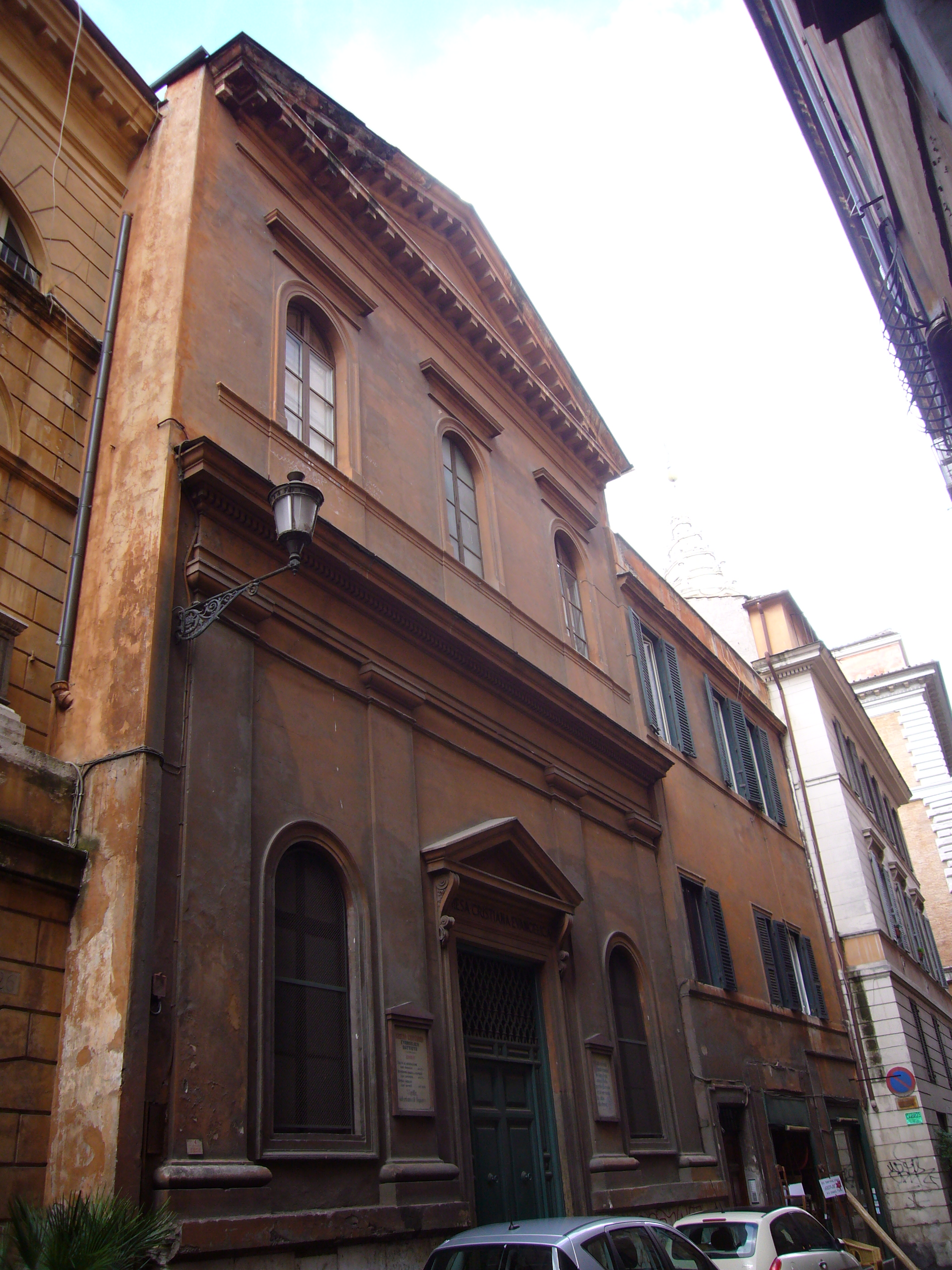

山谷剧院街浸信会教堂（Chiesa evangelica battista di via del Teatro Valle）是一座意大利浸信会教堂，位于罗马的圣尤斯塔基奥区。堂内的壁画出自艺术家保罗·帕切托（Paolo Paschetto）之手，他也是该堂的教友。

## 历史
在中世纪和文艺复兴时期，这些土地属于瓦莱家族所有。当时圣尤斯塔基奥区（得名于圣欧斯德珊圣殿）是商业和手工业的中心，至今许多路名仍保留当时的记忆。浸信会差会购买的产业，原本属于卡普拉尼卡家族，建于1530年，是一个以山谷剧院为中心，从圣安德肋广场到圣欧斯德珊广场的建筑群的一部分。这些房间原本也许是宫殿的服务区,也许是马房。。但是在在十九世纪初，建筑的一部分已经卖给兰特家族。
1870年代，美南浸信会差会进入罗马传教，但是很难找到稳定的立足地点。1878年，差会筹集资金，泰勒牧师从兰特家族手中买下产业，改为浸信会教堂。. 1878年11月2日星期日，教堂举行了隆重的礼拜仪式，正式开堂。